# Palais de Poutine
Le palais de Poutine, en russe Дворец Путина, Dvorets Poutina ou résidence du cap Idokopas, en russe Резиденция на мысе Идокопас, est une résidence luxueuse située au bord de la mer Noire à Guelendjik, dans le kraï de Krasnodar, au sud de la Russie.
Selon plusieurs sources, cette « datcha » située sur le cap Idokopas, entourée d'un large domaine, aurait été construite pour l'usage personnel du président russe Vladimir Poutine, d'où son nom populaire, avec des fonds publics détournés. Les autorités, notamment le porte-parole de Vladimir Poutine, ont cependant démenti à plusieurs reprises ces dix dernières années tout lien entre cette propriété et le président russe.
En 2011, l'homme d'affaires Alexandre Ponomarenko, proche de Vladimir Poutine, achète le palais à Nikolaï Chamalov, autre proche de Poutine. Selon l'opposant politique Alexeï Navalny, cette vente serait fictive et destinée à cacher le véritable propriétaire : Vladimir Poutine. À la suite de la diffusion du documentaire Un palais pour Poutine : L'Histoire du plus gros pot-de-vin publié sur YouTube le 19 janvier 2021, résultat d'une enquête menée par la Fondation anticorruption (FBK) créée par l'avocat Alexeï Navalny, le milliardaire et oligarque russe Arkadi Rotenberg, également proche du président russe, déclare être l'actuel propriétaire du domaine.

## Présentation

### Description
Le palais est d'une superficie de 17 691 m2 avec une orangerie de 2 500 m2, deux héliports , une patinoire souterraine permettant de jouer au hockey sur glace, un étang, une piscine, un casino, un théâtre, une centrale électrique, plusieurs bâtiments pour loger le personnel, un port privé et une église.
La superficie totale de la propriété est de 7 000 hectares, « soit 39 fois la taille de Monaco », avec 300 hectares de vignes comprenant une cave pour la vinification,,.

### Construction

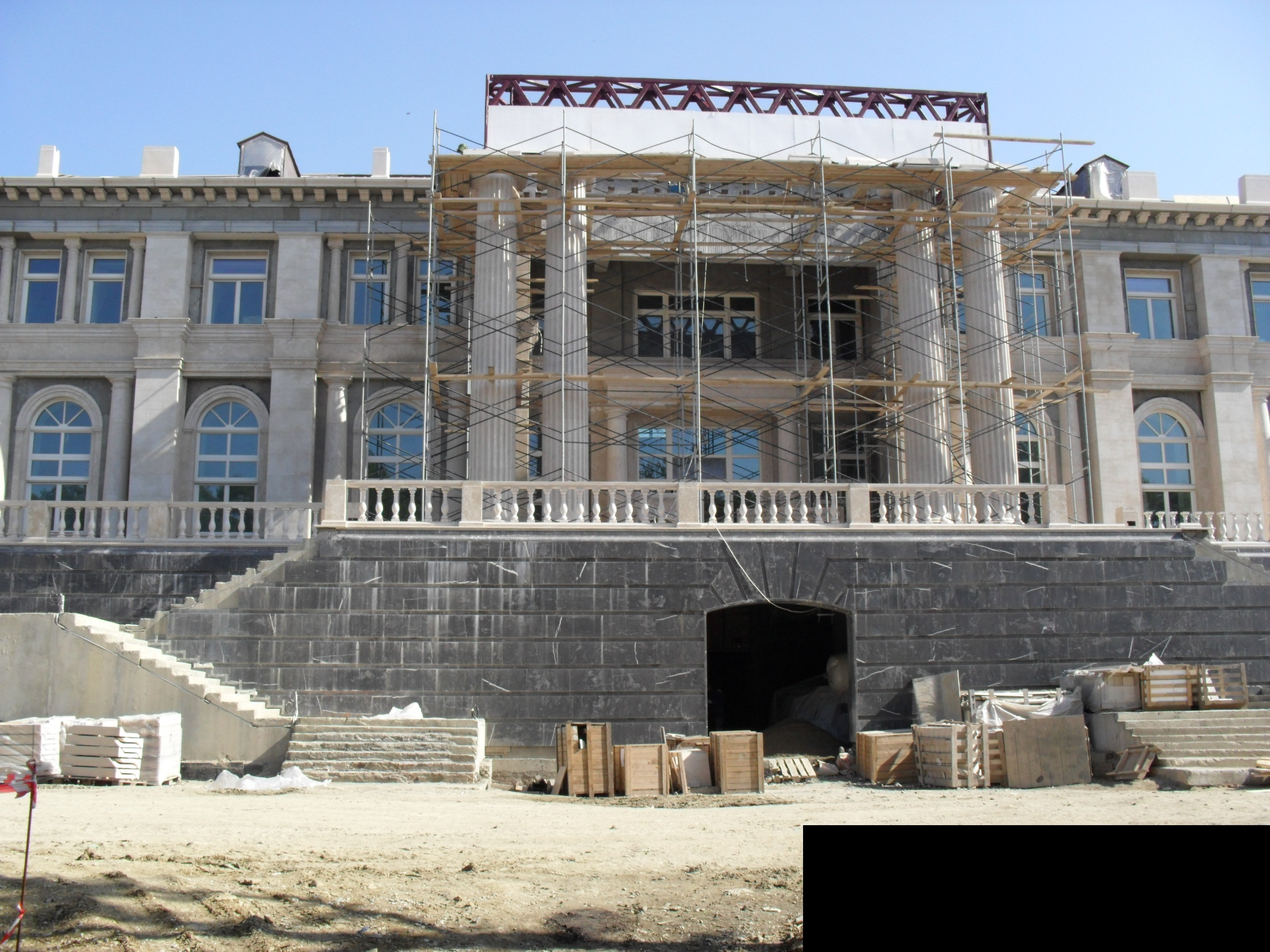
Le palais en construction.

Sa construction a commencé sous la première présidence de Vladimir Poutine en 2005. Ce « complexe de repos », tel qu'il est nommé dans la presse russe, est joint à partir de 2007 avec la création d'une exploitation viticole ; le tout est dénommé « Projet Sud ».
En août 2014, Vladimir Poutine a donné la nationalité russe à Lanfranco Cirillo, l'architecte italien qui a confirmé être l'auteur du palais.

## Polémiques

### Premières allégations
En décembre 2010, apparaît une lettre en ligne sur Internet rédigée en anglais et en russe dénonçant des faits de corruption. L'auteur s'avère être Sergueï Kolesnikov (en), homme d'affaires en relation avec Vladimir Poutine à l'époque où celui-ci était à Saint-Pétersbourg avant son entrée dans la vie politique. Le projet dénoncé aurait utilisé de manière illégale des ressources de l'État.
Selon une enquête de l'agence Reuters, une partie du financement viendrait « d'un fonds censé financer la modernisation des hôpitaux russes ». Cet argent aurait transité par des comptes ouverts en Suisse avant de rejoindre un compte au Liechtenstein.
Cette lettre ouverte de décembre 2010 de Sergueï Kolesnikov adressée au président Medvedev décrit en détail son implication dans le projet et appelle le président de la fédération de Russie à enquêter et à prendre des mesures contre la corruption en Russie,. Des photographies de bonne qualité du palais et de ses vastes terrains sont ensuite publiées par Ruleaks, un site qui publie les traductions en russe des documents diffusés par le site WikiLeaks en janvier 2011. Ces photographies montrent la décoration intérieure somptueuse et apparemment terminée. À la suite de la publication des photographies le site est temporairement bloqué. Plusieurs interviews de Kolesnikov sont diffusées sur la chaîne russe RTVi, notamment en février 2011.
Les porte-paroles de Vladimir Poutine et le gouvernement russe ont toujours rejeté les liens supposés de Vladimir Poutine avec la propriété et les allégations concernant des faits de corruption,. En février 2011, le journal russe indépendant Novaïa Gazeta indique qu'il a examiné des documents qui soutiennent la thèse de Kolesnikov, et impliquent Vladimir Kojine, chef du Département de la gestion des propriétés à la disposition de la présidence de la fédération de Russie. Celui-ci a démenti toute implication. Un porte-parole a refusé de commenter l'article de Novaïa Gazeta. La présence du Service fédéral de protection (FSO) dans la région a été relevée par certains journalistes comme une preuve supplémentaire de l'engagement de l'État dans cette affaire.

### Démonstration d'une revente
En mars 2011, il est signalé que le palais a été vendu pour 350 millions de dollars à Alexandre Ponomarenko, homme d'affaires ayant des liens avec Vladimir Poutine. Ponomarenko a fait fortune en administrant le port de la mer Noire de Novorossiïsk. Il a acheté le palais à Nikolai Shamalov (en), père de Kirill Chamalov marié à Katerina Tikhonova la fille cadette de Poutine et homme d'affaires au centre des revendications de Kolesnikov, et de ses partenaires,. Bien qu'il n'ait pas révélé ses plans pour son utilisation, Ponomarenko a confirmé que la valeur de la propriété serait proche des 350 millions de dollars,. Pour Sergueï Kolesnikov, la construction de la résidence, la création du domaine, etc. est de l'ordre d'un milliard de dollars.

### Enquête et documentaire du FBK et d'Alexeï Navalny
Dans une vidéo publiée sur YouTube le 19 janvier 2021, résultat d'une enquête menée par sa Fondation anticorruption (FBK), l'opposant Alexeï Navalny dénonce le faste et les financements de cette immense demeure dotée de nombreux équipements (héliport, patinoire, casino, piscine, spa, aquadiscothèque, etc.). Bien qu'elle soit ultra sécurisée et en zone d'exclusion aérienne, un drone est parvenu à la filmer, tandis que des plans détaillés et des photos sont dévoilés,.
Alexeï Navalny prête notamment au président Poutine un goût « pathologique » pour le luxe et affirme que la vente de Chamalov en 2011 était fictive. Il s'agirait de montages financiers dont le but serait de « créer comme un tampon autour du palais » quant à son véritable propriétaire. Trois jours après sa publication, la vidéo de près de deux heures a été visionnée 101 millions de fois. Le porte-parole du Kremlin, Dmitri Peskov, a immédiatement rejeté ces accusations, affirmant à l’agence Ria Novosti que « ce n’est pas vrai », tout en disant ne pas avoir encore pris connaissance des détails de l'enquête. Le 30 janvier 2021, Arkadi Rotenberg, dont la fortune est estimée à 2,5 milliards d’euros déclare être l’actuel propriétaire du domaine, qu’il désire convertir en un appart-hôtel comprenant 16 suites pour des clients russes fortunés. Il affirme : « C'est un endroit magnifique. Nous voulons y construire un appart-hôtel, c'est pourquoi il y a tant de pièces ».

## Galerie

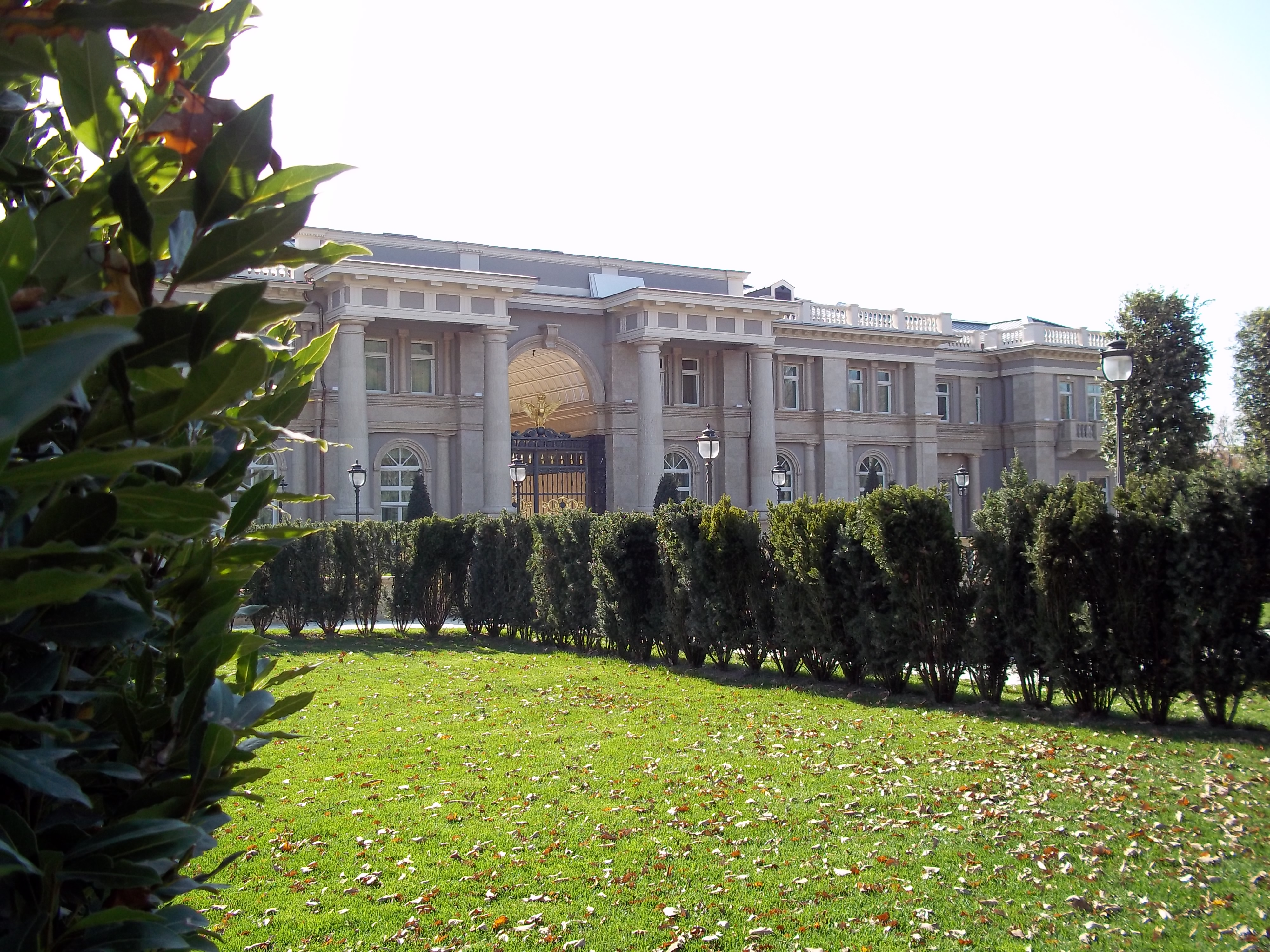
Façade.
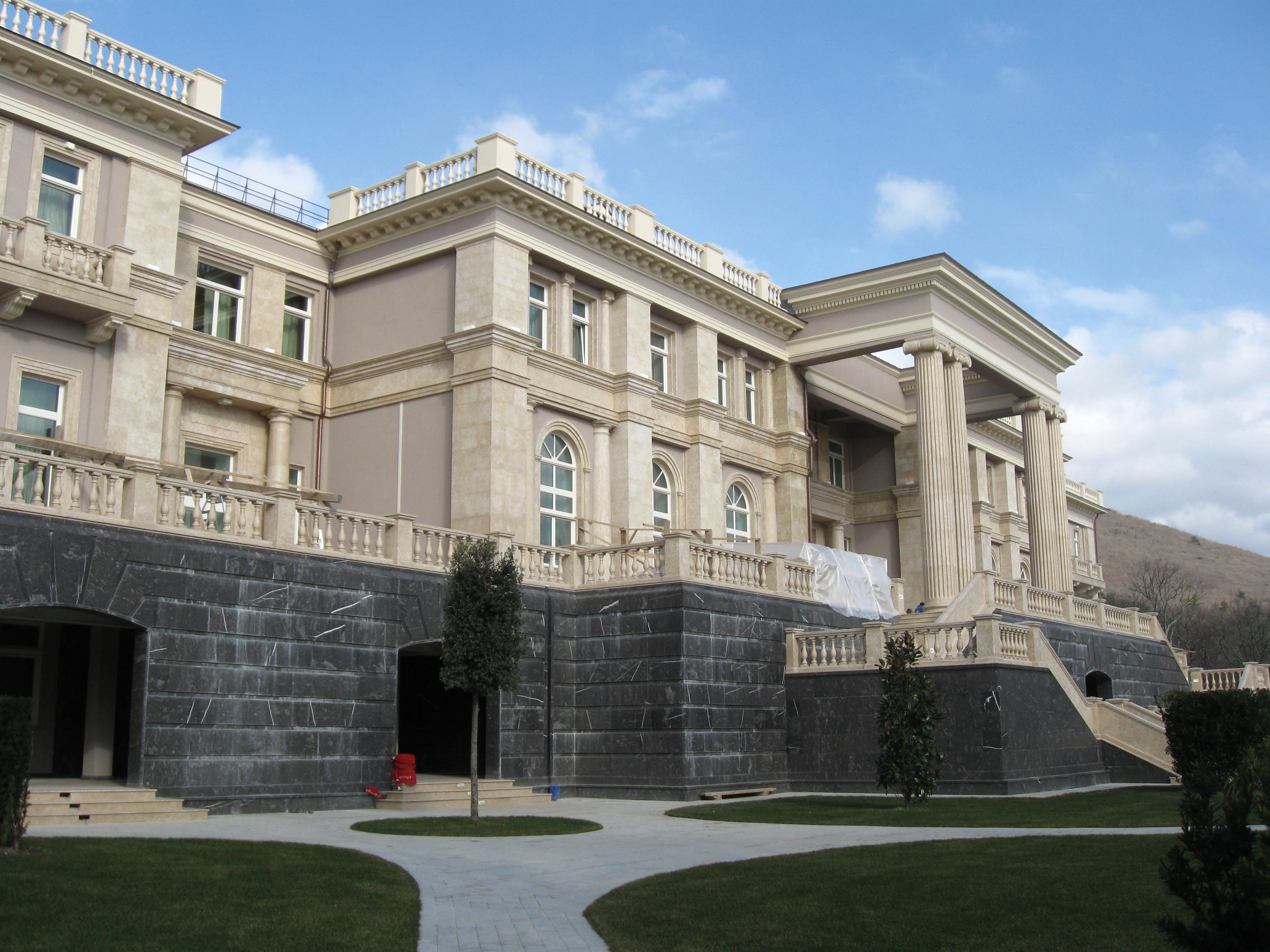
Façade.
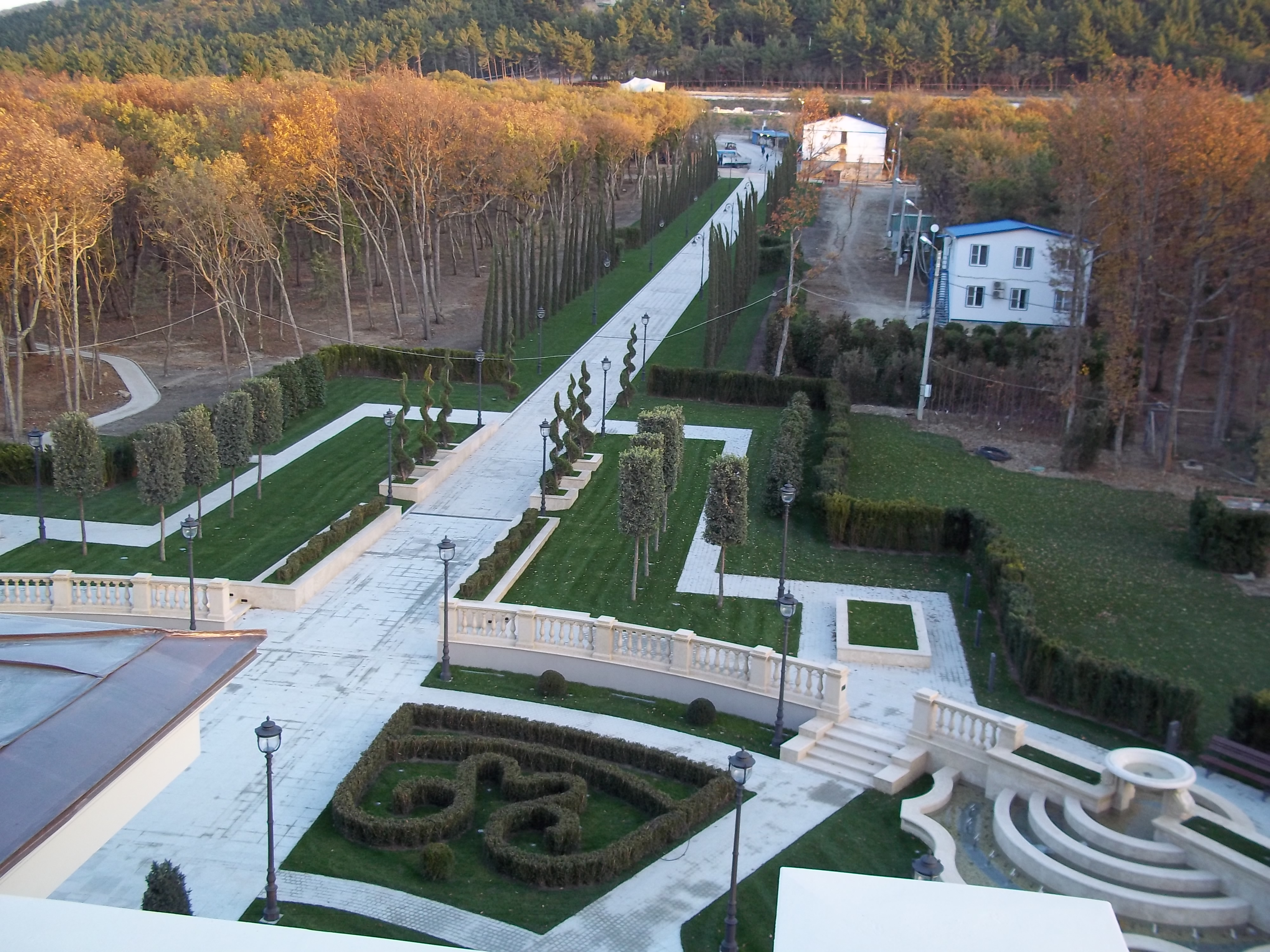
Grande allée d'entrée.
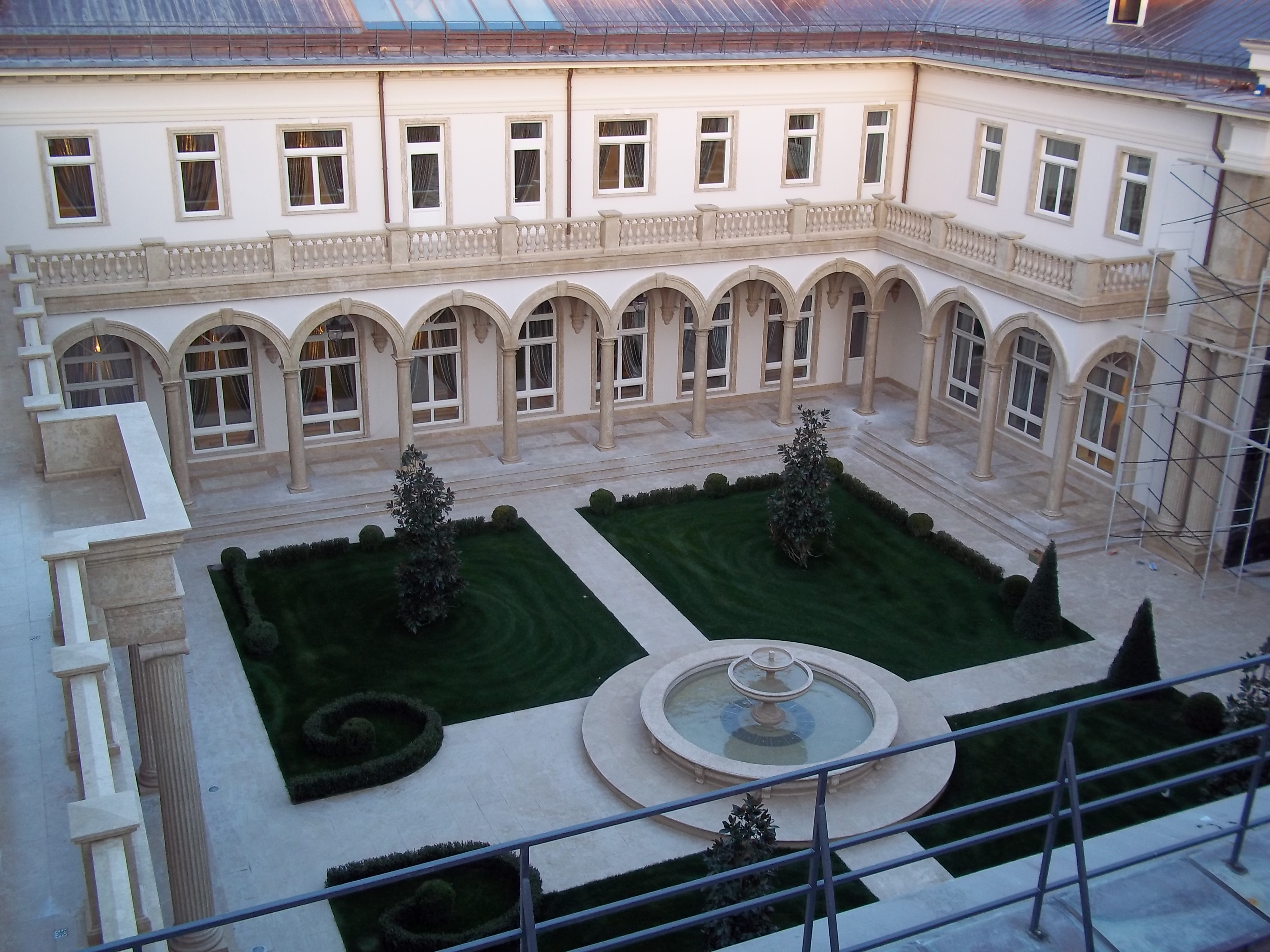
Cour intérieure.
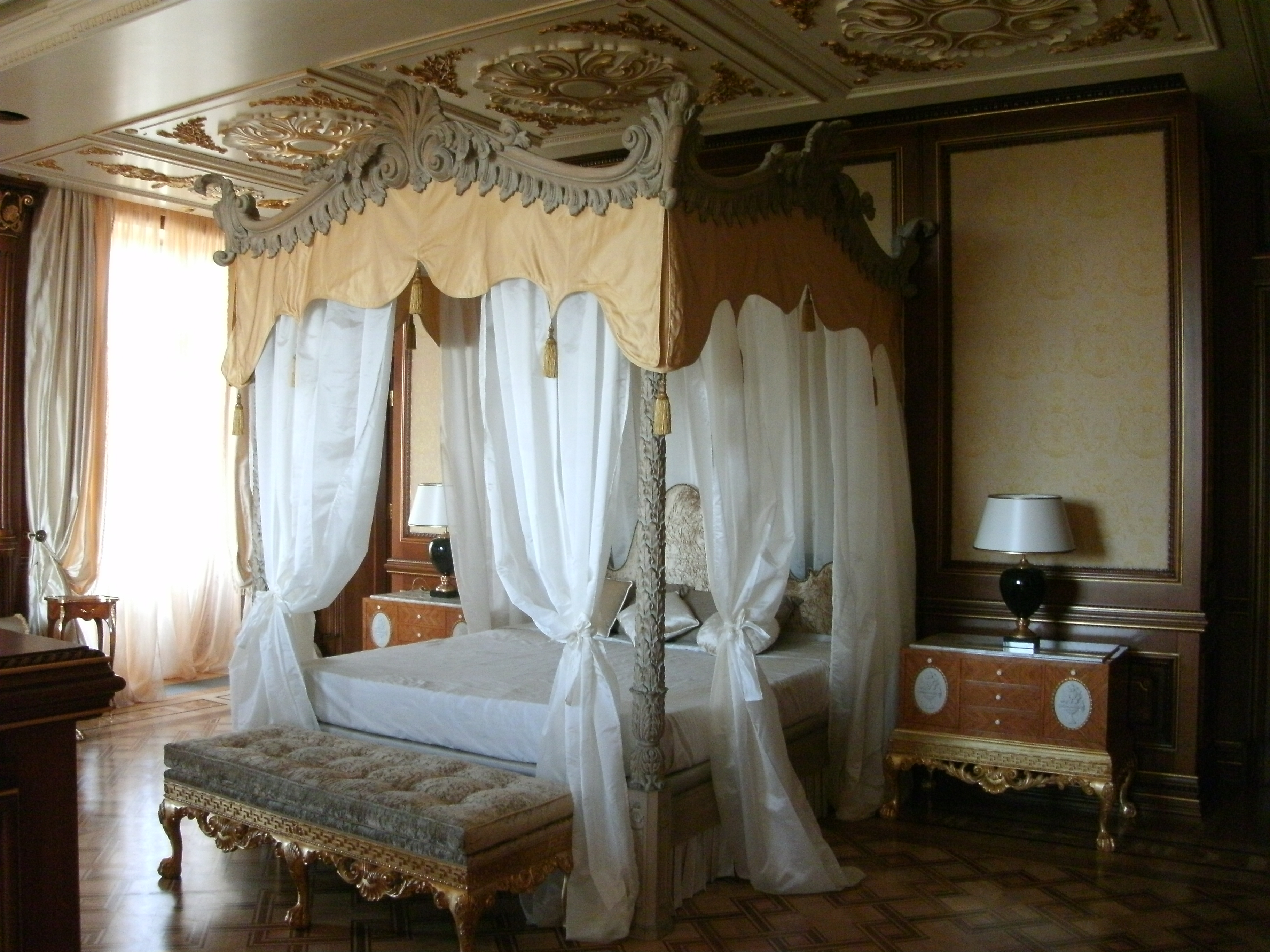
Intérieur de l'une des chambres.
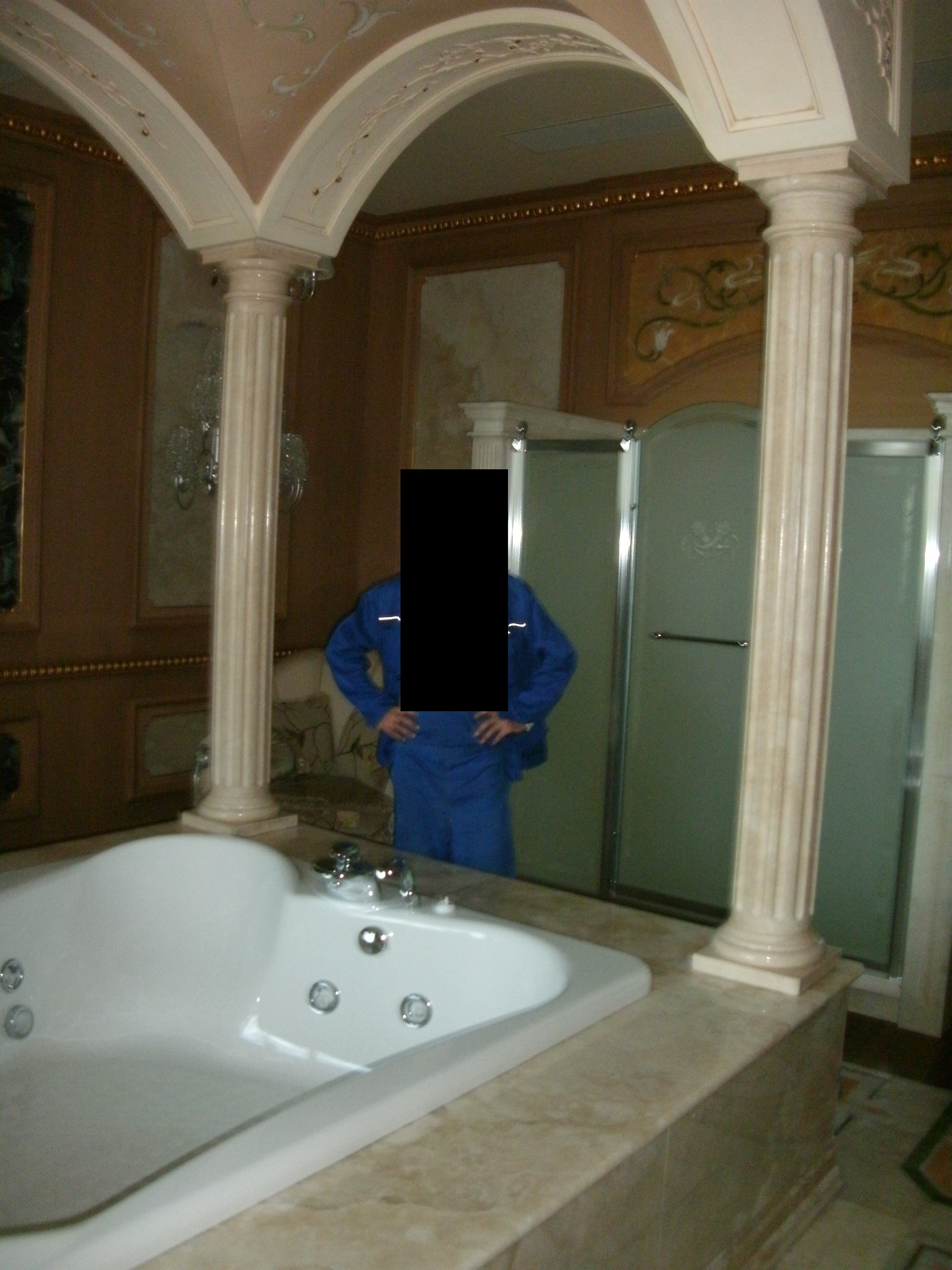
Intérieur de l'une des salles de bains.
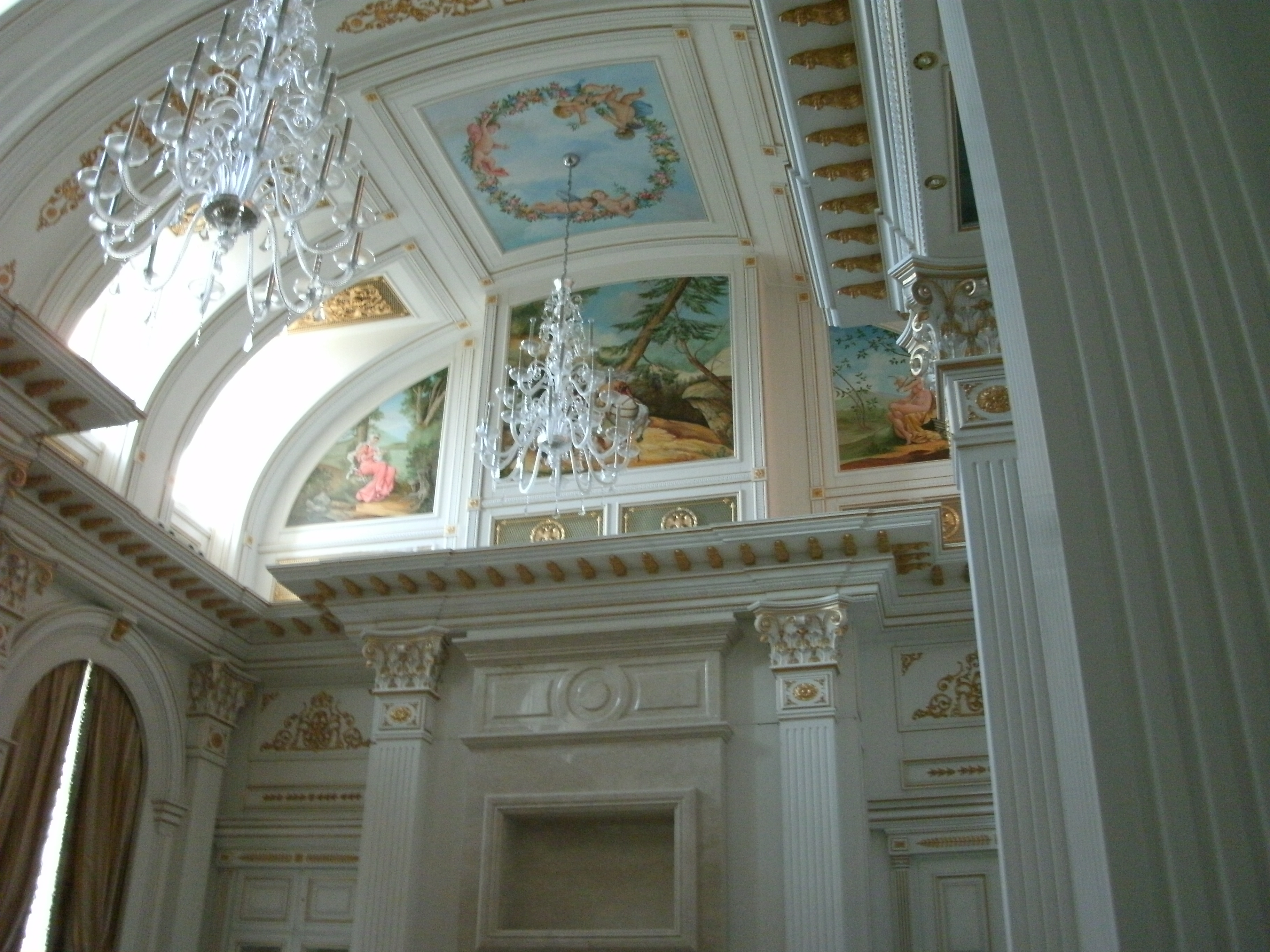
Grand hall.
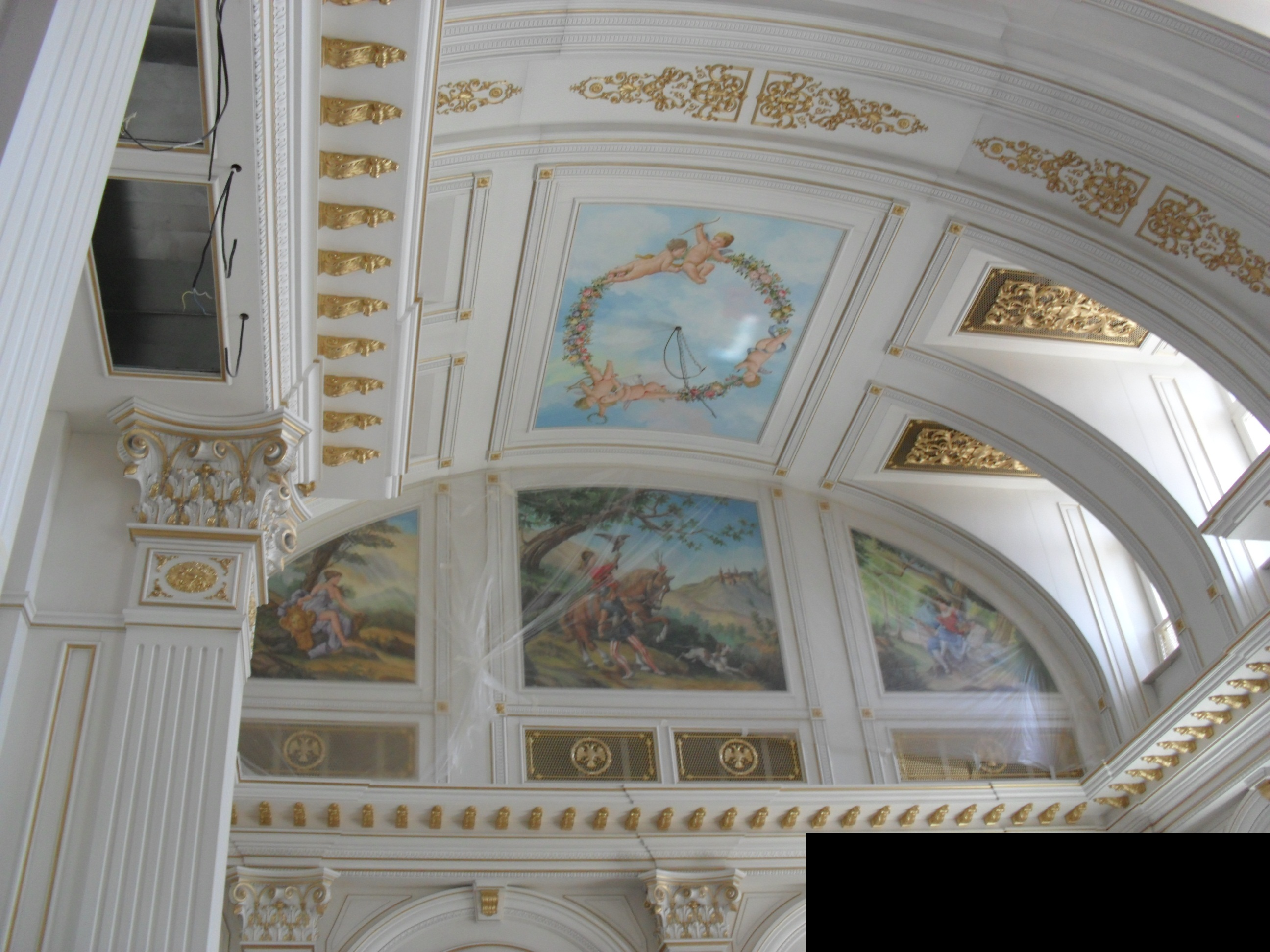
Autre vue du grand hall.